# Gryllotalpa australis
Gryllotalpa australis is een rechtvleugelig insect uit de familie veenmollen (Gryllotalpidae). De wetenschappelijke naam van deze soort is voor het eerst geldig gepubliceerd in 1842 door Erichson.